# Piotr Salata
Piotr Salata (ur. w 1963 roku w Końskich) – polski piosenkarz wykonujący muzykę pop, jazz i poezję śpiewaną.

## Życiorys

### Wczesne lata
Urodził się w Końskich, choć dzieciństwo spędził w pobliskim Stąporkowie. W latach 80. XX wieku współtworzył zespół Trzeci Kamień od Słońca, który zwyciężając eliminacje wziął udział w koncercie Debiuty podczas Krajowego Festiwalu Piosenki Polskiej w Opolu. Brał również udział w Festiwalu Piosenki Żołnierskiej w Kołobrzegu i Festiwalu Piosenki Radzieckiej w Zielonej Górze. Wchodził także w skład zespołu Sweet Combo.

### Kariera
W 2002 roku został zwycięzcą programu talent show Droga do Gwiazd, emitowanego przez telewizję TVN. Cztery lata później wygrał festiwal Międzynarodowe Spotkania Wokalistów Jazzowych w Zamościu. W 2012 roku nakładem Universal Music Polska ukazał się debiutancki album studyjny wokalisty Czuła gra, który promowany był singlem „Czuła gra” oraz wykonywanym w duecie z Robertem Janowskim utworem „I tak od lat”. W międzyczasie piosenkarz wziął udział w programie The Voice of Poland, gdzie wykonał utwór „Georgia on My Mind”. W 2016 roku nagrał w duecie z Gordonem Haskellem dwa utwory: „Żywago” oraz promowany teledyskiem singel „W Rio”. Singel został nazwany duetem roku przez muzyczny portal internetowy Wyspa.fm. Utwory znalazły się na drugim albumie studyjnym wokalisty zatytułowanym PS. 
3 kwietnia 2017 roku piosenkarz został dyrektorem Miejsko-Gminnego Domu Kultury w Końskich, wcześniej pracując jako instruktor muzyki w Osiedlowym Klubie „Kaesemek”.

## Dyskografia

### Albumy studyjne
- Czuła gra (2012)
- PS (2016)